# Maurice Leroux (calciatore)
Maurice Leroux (fl. XX secolo) è stato un calciatore francese, di ruolo centrocampista.

## Carriera

### Nazionale
Partecipò ai Giochi olimpici del 1920 con la propria Nazionale senza scendere in campo.